# Philippe Agut
Pour les articles homonymes, voir Agut.
Philippe Agut, né le 1er août 1929 à Bizanet (Aude) et mort le 23 octobre 1988 à Le Versoud (Isère), est un coureur cycliste français, professionnel de 1953 à 1958.

## Palmarès
- 1951
  - 3e du Circuit du Cantal
- 1952
  - 2e du Grand Prix Auvergne-Languedoc
- 1953
  - Marseille-Nice
  - 2e du Grand Prix des chaussures Léon Daniel
- 1954
  - Lyon-Montluçon-Lyon
  - 3e du Tour de Haute-Savoie
- 1955
  - 2e étape du Circuit du Cantal
  - 2e du Circuit du Mont-Blanc
  - 3e du Circuit du Cantal
- 1956
  - 3e du Circuit de Provence
- 1957
  - Poly Lyonnaise
  - Bourg-Genève-Bourg
  - Grand Prix de Vals-les-Bains
  - 3e du Grand Prix d'Espéraza
- 1958
  - 2e du Circuit des Deux-Ponts Montceau-les-Mines
  - 3e du Béziers-Avignon
  - 3e du Grand Prix de Vals-les-Bains

## Résultats sur les grands tours

### Tour de France
3 participations
- 1954 : 67e
- 1955 : 52e
- 1956 : 85e

### Tour d'Espagne
- 1955 : 34e